# Obiettivo Risarcimento Volley 2015-2016
Questa voce raccoglie le informazioni riguardanti l'Obiettivo Risarcimento Volley nelle competizioni ufficiali della stagione 2015-2016.

## Stagione

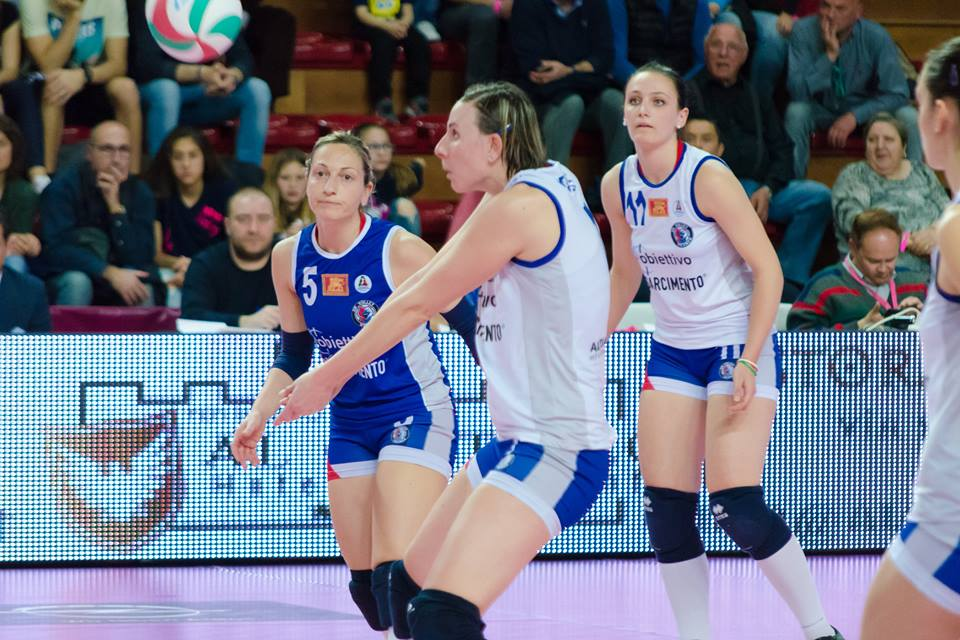
La squadra durante una fase gioco

La stagione 2015-16 è per l'Obiettivo Risarcimento Volley, che riporta nella denominazione la città di Vicenza, sede del campo di gioco, la prima in Serie A1: la squadra infatti ha conquistato la promozione a seguito della vittoria dei play-off della Serie A2 2014-15. Viene confermato l'allenatore Delio Rosetto mentre la rosa è completamente cambiata con le uniche conferme di Elisa Cella, Valentina Pastorello e Alessia Lanzini: tra i nuovi arrivi quelli di Laura Partenio, Arielle Wilson, Mina Popović, Lora Kitipova, Bianka Buša, Marta Drpa e Lucia Crisanti, queste ultime tre cedute a metà campionato, mentre tra le partenze quelle di Marilyn Strobbe, Laura Baggi, Joanna Frąckowiak, Irina Smirnova e Elena Fronza.
Il campionato si apre con due sconfitte: la prima vittoria arriva alla terza giornata, in trasferta, contro il Promoball Volleyball Flero. Sempre in trasferta arriva la seconda vittoria, alla sesta giornata, ai danni dell'Azzurra Volley San Casciano, seguita da altri due successi rispettivamente sul Volley Bergamo e sul Neruda Volley; l'Obiettivo Risarcimento Volley chiude il girone di andata con quattro sconfitte consecutive, chiudendo all'undicesimo posto, fuori dalla zona di qualificazione per la Coppa Italia. Il girone di ritorno si apre con cinque stop di fila, seguiti poi da tre vittorie: la regular season procede esclusivamente con gare perse, chiudendo al decimo posto in classifica, non utile per accedere ai play-off scudetto.

## Organigramma societario
Area direttiva
- Presidente: Flavio Grison
- Vicepresidente: Paolo Simioni
- Segreteria generale: Laura Seganfreddo

Area organizzativa
- Team manager: Amelio Spiller
- Direttore sportivo: Delio Rossetto
- Consigliere: Roberto Simioni, Massimo Buggiarin, Laura Seganfreddo

Area tecnica
- Allenatore: Delio Rossetto
- Allenatore in seconda: Adriano Cisotto
- Assistente allenatore: Alessandro Delia
- Scout man: Jacopo Palazzi

Area comunicazione
- Ufficio stampa: Alida Pretto

Area marketing
- Ufficio marketing: Amelio Spiller

Area sanitaria
- Medico: Annalisa Pauletto
- Preparatore atletico: Carlo Recher
- Fisioterapista: Claudio Salvato

## Rosa
| N° | Nome                 | Ruolo | Data di nascita   | Nazionalità sportiva |
| -- | -------------------- | ----- | ----------------- | -------------------- |
| 1  | Karolina Goliat      | S/O   | 25 ottobre 1996   | Belgio               |
| 4  | Lora Kitipova        | P     | 19 maggio 1991    | Bulgaria             |
| 5  | Alessia Lanzini      | L     | 28 agosto 1981    | Italia               |
| 7  | Elisa Cella          | S     | 4 giugno 1982     | Italia               |
| 8  | Mina Popović         | C     | 16 settembre 1994 | Serbia               |
| 9  | Marta Drpa           | S/O   | 20 aprile 1994    | Serbia               |
| 9  | Katie Carter         | S/O   | 10 ottobre 1985   | Stati Uniti          |
| 10 | Laura Partenio       | S     | 29 dicembre 1991  | Italia               |
| 11 | Bianka Buša          | S     | 25 luglio 1994    | Serbia               |
| 11 | Francesca Trevisan   | S     | 22 settembre 1995 | Italia               |
| 12 | Valentina Pastorello | C     | 23 dicembre 1993  | Italia               |
| 13 | Arielle Wilson       | C     | 3 gennaio 1989    | Stati Uniti          |
| 16 | Lucia Crisanti       | C     | 16 marzo 1986     | Italia               |
| 17 | Vittoria Prandi      | P     | 4 novembre 1994   | Italia               |
| 18 | Veronica Bisconti    | L     | 27 gennaio 1991   | Italia               |

## Mercato
| Acquisti | Acquisti           | Acquisti         | Acquisti   |
| R.       | Nome               | da               | Modalità   |
| -------- | ------------------ | ---------------- | ---------- |
| L        | Veronica Bisconti  | Pro Victoria     | definitivo |
| S        | Bianka Buša        | Vizura           | definitivo |
| S/O      | Katie Carter       | Guangdong        | definitivo |
| C        | Lucia Crisanti     | LJ               | definitivo |
| S/O      | Marta Drpa         | Spartak Subotica | definitivo |
| S/O      | Karolina Goliat    | VDK Gent         | definitivo |
| P        | Lora Kitipova      | Azəryol          | definitivo |
| S        | Laura Partenio     | AGIL             | definitivo |
| C        | Mina Popović       | Stella Rossa     | definitivo |
| P        | Vittoria Prandi    | Pavia            | definitivo |
| S        | Francesca Trevisan | Cerea            | definitivo |
| C        | Arielle Wilson     | River            | definitivo |

| Cessioni | Cessioni          | Cessioni           | Cessioni   |
| R.       | Nome              | a                  | Modalità   |
| -------- | ----------------- | ------------------ | ---------- |
| S        | Laura Baggi       | Lilliput           | definitivo |
| S        | Bianka Buša       | Târgoviște         | definitivo |
| P        | Caterina Cialfi   | Busto Arsizio      | definitivo |
| C        | Lucia Crisanti    | Imoco              | definitivo |
| S/O      | Marta Drpa        | Târgoviște         | definitivo |
| L        | Silvia Fiori      | Beng Rovigo        | definitivo |
| S        | Joanna Frąckowiak | Developres Rzeszów | definitivo |
| C        | Elena Fronza      | Amatori Orago      | definitivo |
| P        | Simona Ghisellini | -                  | ritirata   |
| S/O      | Irina Smirnova    | Forlì              | definitivo |
| C        | Marilyn Strobbe   | Forlì              | definitivo |

## Risultati

### Serie A1

#### Girone di andata
| 1ª giornata - 17 ottobre 2015 PalaRadi, Cremona                     | Casalmaggiore          | 3 - 0 | Obiettivo Risarcimento | 25-10, 25-19, 25-16               |
| 2ª giornata - 25 ottobre 2015 Palasport Città di Vicenza, Vicenza   | Obiettivo Risarcimento | 0 - 3 | Imoco                  | 23-25, 21-25, 22-25               |
| 3ª giornata - 31 ottobre 2015 PalaGeorge, Montichiari               | Flero                  | 1 - 3 | Obiettivo Risarcimento | 26-24, 17-25, 18-25, 23-25        |
| 4ª giornata - 4 novembre 2015 PalaYamamay, Busto Arsizio            | Busto Arsizio          | 3 - 0 | Obiettivo Risarcimento | 25-19, 25-20, 25-19               |
| 5ª giornata - 8 novembre 2015 Palasport Città di Vicenza, Vicenza   | Obiettivo Risarcimento | 0 - 3 | River                  | 19-25, 16-25, 22-25               |
| 6ª giornata - 15 novembre 2015 Nelson Mandela Forum, Firenze        | San Casciano           | 2 - 3 | Obiettivo Risarcimento | 25-16, 16-25, 29-27, 19-25, 8-15  |
| 7ª giornata - 22 novembre 2015 Palasport Città di Vicenza, Vicenza  | Obiettivo Risarcimento | 3 - 1 | Bergamo                | 18-25, 25-17, 25-20, 25-22        |
| 8ª giornata - 29 novembre 2015 PalaResia, Bolzano                   | Neruda                 | 2 - 3 | Obiettivo Risarcimento | 21-25, 20-25, 25-17, 25-19, 13-15 |
| 9ª giornata - 2 dicembre 2015 Palasport Città di Vicenza, Vicenza   | Obiettivo Risarcimento | 1 - 3 | LJ                     | 15-25, 25-21, 26-28, 18-25        |
| 11ª giornata - 13 dicembre 2015 Palasport Città di Vicenza, Vicenza | Obiettivo Risarcimento | 1 - 3 | Club Italia            | 25-21, 20-25, 23-25, 24-26        |
| 12ª giornata - 19 dicembre 2015 Palazzetto dello Sport, Scandicci   | Savino Del Bene        | 3 - 1 | Obiettivo Risarcimento | 25-15, 25-16, 16-25, 26-24        |
| 13ª giornata - 22 dicembre 2015 Palasport Città di Vicenza, Vicenza | Obiettivo Risarcimento | 0 - 3 | AGIL                   | 19-25, 20-25, 18-25               |

#### Girone di ritorno
| 14ª giornata - 17 gennaio 2016 Palasport Città di Vicenza, Vicenza  | Obiettivo Risarcimento | 0 - 3 | Casalmaggiore          | 18-25, 16-25, 17-25               |
| 15ª giornata - 24 gennaio 2016 PalaVerde, Villorba                  | Imoco                  | 3 - 0 | Obiettivo Risarcimento | 25-15, 25-21, 25-22               |
| 16ª giornata - 31 gennaio 2016 Palasport Città di Vicenza, Vicenza  | Obiettivo Risarcimento | 1 - 3 | Flero                  | 18-25, 19-25, 25-21, 19-25        |
| 17ª giornata - 3 febbraio 2016 Palasport Città di Vicenza, Vicenza  | Obiettivo Risarcimento | 1 - 3 | Busto Arsizio          | 25-23, 23-25, 25-27, 23-25        |
| 18ª giornata - 7 febbraio 2016 PalaBanca, Piacenza                  | River                  | 3 - 0 | Obiettivo Risarcimento | 25-21, 25-15, 25-17               |
| 19ª giornata - 14 febbraio 2016 Palasport Città di Vicenza, Vicenza | Obiettivo Risarcimento | 3 - 1 | San Casciano           | 18-25, 25-23, 25-23, 27-25        |
| 20ª giornata - 21 febbraio 2016 PalaNorda, Bergamo                  | Bergamo                | 1 - 3 | Obiettivo Risarcimento | 25-13, 28-30, 25-27, 22-25        |
| 21ª giornata - 27 febbraio 2016 Palasport Città di Vicenza, Vicenza | Obiettivo Risarcimento | 3 - 0 | Neruda                 | 25-15, 25-23, 25-20               |
| 22ª giornata - 2 marzo 2016 PalaPanini, Modena                      | LJ                     | 3 - 2 | Obiettivo Risarcimento | 20-25, 25-19, 27-29, 25-16, 15-13 |
| 24ª giornata - 13 aprile 2016 PalaYamamay, Busto Arsizio            | Club Italia            | 3 - 2 | Obiettivo Risarcimento | 17-25, 13-25, 25-23, 25-22, 15-13 |
| 25ª giornata - 26 marzo 2016 Palasport Città di Vicenza, Vicenza    | Obiettivo Risarcimento | 0 - 3 | Savino Del Bene        | 15-25, 16-25, 20-25               |
| 26ª giornata - 2 aprile 2016 PalaTerdoppio, Novara                  | AGIL                   | 3 - 0 | Obiettivo Risarcimento | 25-18, 25-16, 25-14               |

## Statistiche

### Statistiche di squadra
| Competizione | Punti | In casa | In casa | In casa | In trasferta | In trasferta | In trasferta | Totale | Totale | Totale |
| Competizione | Punti | G       | V       | P       | G            | V            | P            | G      | V      | P      |
| ------------ | ----- | ------- | ------- | ------- | ------------ | ------------ | ------------ | ------ | ------ | ------ |
| Serie A1     | 21    | 12      | 3       | 9       | 12           | 4            | 8            | 24     | 7      | 17     |
| Totale       | -     | 12      | 3       | 9       | 12           | 4            | 8            | 24     | 7      | 17     |

G = partite giocate; V = partite vinte; P = partite perse

### Statistiche dei giocatori
| Giocatore     | Serie A1 | Serie A1 | Serie A1 | Serie A1 | Serie A1 | Totale | Totale | Totale | Totale | Totale |
| Giocatore     | P        | PT       | AV       | MV       | BV       | P      | PT     | AV     | MV     | BV     |
| ------------- | -------- | -------- | -------- | -------- | -------- | ------ | ------ | ------ | ------ | ------ |
| V. Bisconti   | 8        | -        | -        | -        | -        | 8      | -      | -      | -      | -      |
| B. Buša       | 10       | 13       | 13       | 0        | 0        | 10     | 13     | 13     | 0      | 0      |
| K. Carter     | 10       | 125      | 107      | 9        | 9        | 10     | 125    | 107    | 9      | 9      |
| E. Cella      | 24       | 273      | 227      | 24       | 22       | 24     | 273    | 227    | 24     | 22     |
| L. Crisanti   | 9        | 21       | 13       | 7        | 1        | 9      | 21     | 13     | 7      | 1      |
| M. Drpa       | 12       | 135      | 120      | 9        | 6        | 12     | 135    | 120    | 9      | 6      |
| K. Goliat     | 18       | 46       | 39       | 4        | 3        | 18     | 46     | 39     | 4      | 3      |
| L. Kitipova   | 23       | 40       | 22       | 12       | 6        | 23     | 40     | 22     | 12     | 6      |
| A. Lanzini    | 20       | -        | -        | -        | -        | 20     | -      | -      | -      | -      |
| L. Partenio   | 24       | 290      | 257      | 18       | 15       | 24     | 290    | 257    | 18     | 15     |
| V. Pastorello | 9        | 23       | 11       | 11       | 2        | 9      | 23     | 11     | 11     | 2      |
| M. Popović    | 21       | 183      | 112      | 63       | 8        | 21     | 183    | 112    | 63     | 8      |
| V. Prandi     | 20       | 21       | 11       | 5        | 5        | 20     | 21     | 11     | 5      | 5      |
| F. Trevisan   | 7        | 4        | 4        | 0        | 0        | 7      | 4      | 4      | 0      | 0      |
| A. Wilson     | 24       | 162      | 136      | 25       | 1        | 24     | 162    | 136    | 25     | 1      |

P = presenze; PT = punti totali; AV = attacchi vincenti; MV = muri vincenti; BV = battute vincenti